# Giuseppe Mingione
Giuseppe Mingione (Caserta, 28 agosto 1972) è un matematico italiano.
Ha vinto nel 2005 il Premio Bartolozzi, nel 2006 la Medaglia Stampacchia, nel 2007 uno European Research Council Award,  nel 2010 il Premio Caccioppoli e l'edizione 2016 del Premio Amerio.

## Biografia
Laureatosi in matematica nel 1994 presso l'Università degli Studi di Napoli Federico II, dove ha poi conseguito il dottorato di ricerca con Nicola Fusco, è attualmente professore ordinario di analisi matematica presso l'Università di Parma.

## Attività scientifica
Si occupa di calcolo delle variazioni ed equazioni differenziali alle derivate parziali, e in particolare di problemi di regolarità delle soluzioni.
I suoi principali risultati riguardano:
- Gli insiemi singolari di problemi ellittici e variazionali. In questo caso, sia per soluzioni di sistemi ellittici sia per minimi di funzionali variazionali, la teoria classica della regolarità parziale incominciata da Ennio De Giorgi[3], Ernst Reifenberg[4][5], Charles B. Morrey Jr.[6], Enrico Giusti e Mario Miranda[7] afferma che le soluzioni sono regolari (cioè sono per esempio continue o hanno derivate continue, ecc.) al di fuori di un insieme chiuso di misura nulla, detto insieme singolare. Su tale insieme la soluzione risulta essere in generale non limitata. Uno dei principali problemi aperti sin dagli anni settanta è stato quello di stimare la dimensione di Hausdorff dell'insieme singolare, dimostrando che è minore di quella dello spazio ambiente[8]. Tale risultato è stato ottenuto in una serie di lavori[9][10] dove sono state date stime esplicite per la dimensione dell'insieme singolare.
- La regolarità al bordo dei problemi ellittici[11][12], con la dimostrazione del fatto che quasi ogni punto del bordo, nel senso della misura di bordo (o di superficie nel caso tridimensionale), è un punto di regolarità per la soluzione. La soluzione è cioè continua in un intorno relativo di un tale punto. Questo risultato ha finalmente permesso di completare[13], con la sua estensione alla frontiera, la classica teoria della regolarità parziale stabilita negli anni settanta.
- La regolarità delle soluzioni di problemi con dati misura[14], con la regolarità massimale ottenuta in termini di spazi di Sobolev frazionari.
- La teoria del potenziale non lineare. La classica teoria di Kilpeläinen e Malý[15] e Trudinger e Wang[16] permette di stimare puntualmente le soluzioni di equazioni non lineari con potenziali di Wolff. Una teoria analoga viene costruita per il gradiente delle soluzioni[17][18][19], con alcuni teoremi che più in generale permettono di unificare, dal punto di vista delle stime via potenziali, la teoria delle equazioni ellittiche e paraboliche lineari e quella delle equazioni non lineari degeneri.
- La teoria degli operatori non uniformemente ellittici.  In particolare, insieme a Cristiana De Filippis ha dimostrato la validità delle stime di Schauder per equazioni non uniformemente ellittiche e la regolarità dei minimi di funzionali non uniformemente ellittici nel caso non differenziabile[20][21][22][23].

Come professore visitatore ha tenuto conferenze e svolto attività di ricerca presso numerose istituzioni tra cui l'università di Oxford, l'università di Erlangen-Nuremberg, l'università di Pittsburgh, il Politecnico di Helsinki (Università Aalto), l'Istituto Steklov di San Pietroburgo e l'Institut Mittag-Leffler di Stoccolma.
Fa parte dell'editorial board di varie riviste internazionali, tra le quali manuscripta mathematica, Advances in Calculus of Variations, Communications in Contemporary Mathematics e Progress in Nonlinear Differential Equations and Their Applications.

## Riconoscimenti
Mingione ha vinto nel 2005 il Premio Bartolozzi, nel 2006 la Stampacchia Medal, nel 2010 il Premio Caccioppoli e l'edizione 2016 del Premio Amerio. Nel 2008 è stato invitato come plenary speaker al Congresso Nazionale della Società Matematica Tedesca (DMV) e nel 2011 a quello dell'Unione Matematica Italiana. Nel 2015 è stato il secondo professore di una università italiana a tenere le Nachdiplom Vorlesung al Politecnico di Zurigo, mentre nel 2016 è stato invitato come relatore al Seventh European Congress of Mathematics. Nel 2007 si è aggiudicato alla prima edizione uno dei prestigiosi grant del Consiglio Europeo della Ricerca (ERC). Sempre nel 2007, figurava nella lista dei nove professori di prima fascia dell'università italiana con meno di 35 anni. Mingione appare nella lista "Highly cited researchers" dei ricercatori più citati al mondo, compilata da Thomson Reuters e Clarivate Analytics.